# Associazione Del Calcio Di Vicenza 1911-1912
Questa voce raccoglie le informazioni riguardanti l'Associazione del Calcio in Vicenza nelle competizioni ufficiali della stagione 1911-1912.

## Stagione
Il Vicenza non riuscì a riconfermarsi campione veneto-emiliano classificandosi al secondo posto a pari punti con l'Hellas e staccato di un solo punto dal Venezia. Il girone, a sole quattro squadre, fu molto equilibrato tanto che solo due punti separarono il vincitore (il Venezia) e il fanalino di coda (il Bologna).

## Rosa
| N. |                   | Ruolo | Calciatore          |
| -- | ----------------- | ----- | ------------------- |
|    | Italia (bandiera) |       | Botticelli          |
|    | Italia (bandiera) |       | Vladimiro Capitanio |
|    | Italia (bandiera) |       | Marino Chiovatti    |
|    | Italia (bandiera) |       | D. Ciscato          |
|    | Italia (bandiera) |       | Mario Costa         |
|    | Italia (bandiera) |       | Umberto Donà        |
|    | Italia (bandiera) |       | Fuggetta            |
|    | Italia (bandiera) |       | Valentino Giaretta  |
|    | Italia (bandiera) |       | Renato Ghiselli     |

| N. |                   | Ruolo | Calciatore      |
| -- | ----------------- | ----- | --------------- |
|    | Italia (bandiera) |       | Pozzi           |
|    | Italia (bandiera) |       | Pietro Sacchi   |
|    | Italia (bandiera) |       | Bruto Tessari   |
|    | Italia (bandiera) |       | Angelo Tonini   |
|    | Italia (bandiera) |       | Adolfo Tonini   |
|    | Italia (bandiera) |       | Giuseppe Tonini |
|    | Italia (bandiera) |       | Gino Vallesella |
|    | Italia (bandiera) |       | Veronesi (I)    |
|    | Italia (bandiera) | A     | Gino Zorzi      |

## Risultati

### Campionato di Prima Categoria

#### Girone di andata
| Arbitro: | Magni (Milano) |

|                           |           |                     |
| Bianchi 24’ Forlivesi 40’ | Marcatori | 80’ (rig.) Giaretta |

| Arbitro: | Radice (Milano) |

|                                          |           |           |
| Vallesella Zorzi ?’, ?’ Tonini II ?’, ?’ | Marcatori | ?’ Radice |

| Arbitro: | Magni (Milano) |

|                                             |           |                      |
| Bernabéu 25’ Donati 47’ Malfatti 88’ (rig.) | Marcatori | 45’ Sacchi 65’ Costa |

#### Girone di ritorno
| Arbitro: | Scamoni (Torino) |

|           |           |  |
| Zorzi 18’ | Marcatori |  |

| Arbitro: | Mauro (Milano) |

|             |           |  |
| Piccoli 70’ | Marcatori |  |

| Arbitro: | Resegotti (Milano) |

|               |           |  |
| Tonini II 80’ | Marcatori |  |

## Statistiche

### Statistiche di squadra
| Competizione    | Punti | In casa | In casa | In casa | In casa | In casa | In casa | In trasferta | In trasferta | In trasferta | In trasferta | In trasferta | In trasferta | Totale | Totale | Totale | Totale | Totale | Totale | DR |
| Competizione    | Punti | G       | V       | N       | P       | Gf      | Gs      | G            | V            | N            | P            | Gf           | Gs           | G      | V      | N      | P      | Gf     | Gs     | DR |
| --------------- | ----- | ------- | ------- | ------- | ------- | ------- | ------- | ------------ | ------------ | ------------ | ------------ | ------------ | ------------ | ------ | ------ | ------ | ------ | ------ | ------ | -- |
| Prima Categoria | 6     | 3       | 3       | 0       | 0       | 7       | 1       | 3            | 0            | 0            | 3            | 3            | 6            | 6      | 3      | 0      | 3      | 10     | 7      | +3 |

### Statistiche dei giocatori
| Giocatore     | Prima Categoria | Prima Categoria |
| Giocatore     | Presenze        | Reti            |
| ------------- | --------------- | --------------- |
| Botticelli    | 1               | 0               |
| V. Capitanio  | 5               | 0               |
| D. Ciscato    | 1               | 0               |
| Costa         | 6               | 1               |
| Donà          | 4               | 0               |
| Fuggetta      | 6               | 0               |
| Giaretta      | 2               | 1               |
| R. Ghiselli   | 6               | 0               |
| Pozzi         | 2               | 0               |
| P. Sacchi     | 6               | 1               |
| B. Tessari    | 1               | 0               |
| Tonini (I)    | 3               | 0               |
| Tonini (III)  | 4               | 0               |
| Tonini (II)   | 6               | 3               |
| G. Vallesella | 6               | 1               |
| Veronese (I)  | 1               | 0               |
| G. Zorzi      | 6               | 3               |